# Categoría vacía (lingüística)
En lingüística, una categoría vacía, también denominada categoría encubierta, es un elemento en el estudio de la sintaxis que no tiene ningún contenido fonológico y, por lo tanto, no se pronuncia.  Las categorías vacías existen en contraste con los categorías manifiestas, que son pronunciadas.  Al representar categorías vacías en estructuras arbóreas, los lingüistas utilizan un símbolo nulo (∅) para representar la idea de que hay una categoría mental en el nivel representado. El fenómeno fue nombrado y delimitado por Noam Chomsky en Lectures on Government and Binding,   y sirve para abordar las aparentes violaciones de los movimientos sintácticos.Las categorías vacías están presentes en la mayoría de los idiomas del mundo, aunque diferentes idiomas permiten que diferentes categorías estén vacías.

## Sintagmas determinantes nulos
Si bien la teoría clásica reconoce cuatro tipos de SD nulos (Huella de sintagma nominal, Huella de movimiento Qu, PRO y pro), investigaciones recientes han encontrado evidencia de SD nulos que no parecen ajustarse al modelo clásico, como la distinción entre sujetos nulos y objetos nulos.

### Teoría clásica
En el modelo clásico, los SD vacíos (o nulos) se pueden dividir en cuatro tipos principales: Huella de sintagma nominal, Huella de movimiento Qu, PRO y pro. Cada uno aparece en un entorno específico y se diferencia además por dos características vinculantes: la característica anafórica [a] y la característica pronominal [p]. Las cuatro interacciones posibles de valores positivos o negativos para estas características dan lugar a los cuatro tipos de Sintagmas determinantes nulos.
| [a] | [p] | Símbolo | Nombre                     | Tipo de sustantivo manifiesto |
| --- | --- | ------- | -------------------------- | ----------------------------- |
| +   | +   | PRO     | Pro grande                 | ninguno                       |
| -   | +   | pro     | Pro pequeño                | pronombre                     |
| +   | -   | h       | Huella de sintagma nominal | anáfora                       |
| -   | -   | h       | Huella de movimiento Qu    | complementador                |

En la tabla, [+a] significa que el elemento en particular debe estar limitado a su categoría gobernante. [+p] significa que la categoría vacía está tomando el lugar de un pronombre manifiesto. Tener un valor negativo para una característica específica indica que un tipo particular de SD nulo no está sujeto a los requisitos de la característica.
No todas las categorías vacías entran en la derivación de una oración en el mismo punto. Tanto la huella de SN como la huella de movimiento Qu, así como todos los núcleos nulos, solo se generan como resultado de operaciones de movimiento. huella significa la posición en la oración que tiene contenido sintáctico en la estructura profunda, pero que ha experimentado movimiento de modo que no está presente en la estructura superficial. Por el contrario, tanto PRO como pro no son el resultado del movimiento y deben generarse en la estructura profunda. Tanto en las teorías de rección y ligamiento como en el minimalismo, el único método de generación de bases es la inserción léxica. Esto significa que tanto PRO como pro se consideran entradas en el léxico mental, mientras que la huella de sintagma nominal, la huella de movimiento Qu y los núcleos nulos no son categorías en el léxico.